# Таоюань
Таоюа́нь (кит. трад. 桃園, пиньинь Táoyuán, буквально: «Персиковый сад») — город центрального подчинения Тайваня.

## История
В древности на этих землях проживали представители народностей таокас и кетангалан, а также некоторое количество представителей народности атаял. В начале XVII века поблизости от этих мест обосновались испанцы, впоследствии вытесненные голландцами, однако европейцы не углублялись на территорию будущего уезда. Когда в 1662 году Чжэн Чэнгун изгнал с острова европейцев и провозгласил на нём власть империи Мин, то эти земли вошли в состав уезда Тяньсин (天兴县), однако реальных структур административного управления за время существования государства семьи Чжэн на них создано не было. В 1683 году Тайвань был захвачен Цинской империей.
После того, как остров Тайвань был присоединён к империи Цин, на всей северо-западной трети острова был образован уезд Чжуло (諸羅縣); китайского население в этих местах в то время практически не было, в уезде проживали лишь местные аборигены. В официальных цинских документах данные земли впервые упоминаются в 1713 году, а с 1737 года началось их освоение переселенцами с материка. Сюда переселялись хакка из провинции Гуандун и хокло из провинции Фуцзянь, что впоследствии привело к противостоянию двух общин.
В 1895 году Тайвань был передан Японии, и японцы установили свою систему административно-территориального деления, которая по мере освоения ими острова претерпевала изменения. В 1901 году остров был разбит на 20 уездов-тё (廳), и эти места вошли в состав уезда Тосиэн (桃仔園廳). В 1905 году уезд Тосиэн был переименован в уезд Тоэн (桃园廳); по-китайски иероглифы, которыми записывалось его название, читаются как «Таоюань» — так и появился этот топоним. В 1920 году на Тайвань была распространена структура административного деления собственно японских островов, и были введены префектуры-сю (州) и уезды-гун (郡); уезды Тоэн и Синтику (新竹廳) были объединены в префектуру Синтику (新竹州), а эти места стали уездом Тоэн (桃園郡) в её составе.
После капитуляции Японии в 1945 году Тайвань был возвращён под юрисдикцию Китая; префектура Синтику стала уездом Синьчжу (新竹县), власти которого разместились в районе Таоюань.
В 1950 году произошла реформа административно-территориального деления, в результате которой на месте уезда Синьчжу и отдельного города Синьчжу были образованы уезды Синьчжу, Таоюань (桃園縣) и Мяоли. 
В 1960-70-х годах шло бурное развитие этих мест. В 1979 году был открыт Международный аэропорт имени Чан Кайши.
25 декабря 2014 года уезд Таоюань был преобразован в город центрального подчинения.
В 2017 году открыт Таоюаньский метрополитен.

## Города-побратимы
- Аур (атолл), Маршалловы острова (2018)

- Хартфорд (округ), США (1982)

- Аламида (округ), США (1977)

- Мяоли, Китайская Республика (2006)
- Даллас (округ, Техас), США (2007)
- Инчхон, Республика Корея (2009)
- Рамат-Ган, Израиль (2016)
- Кота-Кинабалу, Малайзия (2017)[3][4]
- Гренобль, Франция (2018)
- Миядзаки, Япония (2018)
- Нарита, Япония (2016)

## Административное деление
Город центрального подчинения Таоюань делится на 13 районов.
| Карта                                                                                     | Карта    | Карта     | Карта       | Карта            | Карта         |
| ----------------------------------------------------------------------------------------- | -------- | --------- | ----------- | ---------------- | ------------- |
| Таоюань Чжунли Пинчжэнь Бадэ Янмэй Даси Гуйшань Лучжу Даюань Гуаньинь Синьу Лунтань Фусин |          |           |             |                  |               |
| Статус                                                                                    | Название | Иероглифы | Пиньинь     | Население (2020) | Площадь (км²) |
| Район                                                                                     | Бадэ     | 八德區    | Bādé qū     |                  |               |
| Район                                                                                     | Чжунли   | 中壢區    | Zhōnglì qū  |                  |               |
| Район                                                                                     | Пинчжэнь | 平鎮區    | Píngzhèn qū |                  |               |
| Район                                                                                     | Таоюань  | 桃園區    | Táoyuán qū  |                  |               |
| Район                                                                                     | Янмэй    | 大溪區    | Dàxī qū     |                  |               |
| Район                                                                                     | Даси     | 楊梅區    | Yángméi qū  |                  |               |
| Район                                                                                     | Даюань   | 大園區    | Dàyúan qū   |                  |               |
| Район                                                                                     | Фусин    | 復興區    | Fùxīng qū   |                  |               |
| Район                                                                                     | Гуаньинь | 觀音區    | Guānyīn qū  |                  |               |
| Район                                                                                     | Гуйшань  | 龜山區    | Guīshān qū  |                  |               |
| Район                                                                                     | Лунтань  | 龍潭區    | Lóngtán qū  |                  |               |
| Район                                                                                     | Лучжу    | 蘆竹區    | Lúzhú qū    |                  |               |
| Район                                                                                     | Синьу    | 新屋區    | Xīnwū qū    |                  |               |